# Jurstaholm
Jurstaholm är en ö i Överenhörna socken i Södertälje kommun. Ön har en yta på 53 hektar.
Jurstaholm var tidigare obebodd men 1857 slog sig en lantbrukarfamilj ned på ön. Senare bosatte sig även en fiskarfamilj på ön. På 1950-talet flyttade de sista bofasta från ön, men 1987 slog sig åter en helårsboende familj ned på Jurstaholm. 2012 fanns fyra helårsboende på ön. Större delen av ön ägs av Statens fastighetsverk.